# Flower Song
「Flower Song」（フラワー ソング）は、EXILEの42枚目のシングル。2013年6月19日にrhythm zoneから発売。

## 概要
前作「EXILE PRIDE 〜こんな世界を愛するため〜」から2カ月振りのシングルで、2013年第2弾シングル。「CD+DVD」「CDのみ」の2形態で発売。それぞれの初回盤は豪華スリーブケース仕様となっている。CDには2曲4バージョン収録。DVDには表題曲のミュージックビデオを収録。
表題曲「Flower Song」は、日本テレビ系ドラマ『35歳の高校生』の主題歌。EXILEが土曜ドラマの主題歌を担当するのは、『女王の教室』以来8年ぶりである。
カップリング曲には、ATSUSHIのソロ曲で台湾出身の歌手周杰倫の「説了再見」を日本語でカバーした「Real Valentine」を国内初収録。同曲は、2012年に発売されたATSUSHIのソロアルバム『Solo』の中華圏盤の特典CDに収録されていた。

## 収録曲

### CD
1. Flower Song
作詞：ATSUSHI / 作曲：Magnus Funemyr, Yoichiro Nomura / 編曲：Magnus Furemyr
  - 日本テレビ系ドラマ『35歳の高校生』主題歌[5]
2. Real Valentine - EXILE ATSUSHI
作詞：Fang Wenshan / 日本語詞：ATSUSHI / 作曲：Jay Chou / 編曲：Yuichi Hayashida
3. Flower Song (Instrumental)
4. Real Valentine (Instrumental)

### DVD
1. Flower Song (Video Clip)

## カバー
Flower Song
- FANTASTICS from EXILE TRIBE（2021年、シングル『FANTASTICS FROM EXILE』収録）